# 申联彬
申联彬（1950年—），男，山西黎城人，中华人民共和国政治人物。

## 生平
1990年，任襄垣县书记。1996年6月，升任长治市人民政府市长。1998年，任中共晋城市委书记。2000年，升任山西省人民政府副省长。2001年，兼任山西省委常委、秘书长、办公厅主任。2008年起担任全国人大代表。